# Benjamin Nicaise
Benjamin Nicaise (Maisons-Alfort, 28 september 1980) is een Frans voetbalcoach en voormalig voetballer.

## Carrière
Nicaise begon zijn carrière in het jeugdelftal van AS Nancy, waar hij in 2000 debuteerde in het eerste elftal. In zijn eerste seizoen werd de club vijfde in de Franse Ligue 2. In de zomer van 2004 transfereerde de defensieve middenvelder naar FC Metz. Zijn debuut in de Ligue 1 kwam er op 7 augustus 2004 tegen FC Nantes, toen hij in de extra tijd inviel voor Hervé Tum. In totaal speelde hij 14 wedstrijden dat seizoen. FC Metz eindigde dat seizoen op de 16e plaats. In de zomer van 2005 verliet hij FC Metz voor Amiens SC in de Ligue 2. In de wintertransferperiode van het seizoen 2006/07 verhuisde hij naar het Belgische RAEC Mons, waarmee hij op een mooie negende plaats eindigde. Zijn prestaties bij Mons wekte de interesse van kersvers landskampioen Standard de Liège, waar hij in de zomer van 2008 een contract ondertekende. Hier behaalde hij zijn eerste trofeeën: de Belgische Supercup 2008 en het Belgisch landskampioenschap 2008/09. Hij maakte zijn Europees debuut in de derde voorronde van de UEFA Champions League 2008/09 tegen Liverpool FC. In het seizoen 2009/10 haalde hij met Standard de kwartfinale van de Europa League.
Op 13 augustus 2010 ondertekende hij een driejarig contract bij het pas terug gepromoveerde Lierse SK. Na een handgemeen op de training met Tomasz Radzinski, rekende Lierse SK niet meer op zijn diensten voor de rest van het seizoen 2010/11 en werd Nicaise uitgeleend aan het Griekse Panthrakikos. In juli 2011 stapte hij over naar zijn ex-club RAEC Mons.
Op 27 februari 2013 werd Nicaise aangesteld als hoofdtrainer van FC Brussels. Op 21 maart 2013 nam hij ontslag.
In 2020 werd hij aangesteld als de nieuwe technisch directeur van Standard Luik.

## Erelijst
- 2008 : Belgische Supercup met Standard de Liège
- 2008/09 : Belgisch landskampioen met Standard de Liège
- 2009 : Belgische Supercup met Standard de Liège

## Statistieken
| Seizoen                         | Club                      | Land        | Competitie         | Wed. | Goals |
| ------------------------------- | ------------------------- | ----------- | ------------------ | ---- | ----- |
| 2000/01                         | AS Nancy                  | Frankrijk   | Ligue 2            | 13   | 0     |
| 2001/02                         | AS Nancy                  | Frankrijk   | Ligue 2            | 34   | 1     |
| 2002/03                         | AS Nancy                  | Frankrijk   | Ligue 2            | 31   | 1     |
| 2003/04                         | AS Nancy                  | Frankrijk   | Ligue 2            | 26   | 1     |
| 2004/05                         | FC Metz                   | Frankrijk   | Ligue 1            | 14   | 0     |
| 2005/06                         | Amiens SC                 | Frankrijk   | Ligue 2            | 26   | 2     |
| 2006/07                         | Amiens SC                 | Frankrijk   | Ligue 2            | 14   | 0     |
| 2006/07                         | RAEC Mons                 | België      | Jupiler Pro League | 14   | 1     |
| 2007/08                         | RAEC Mons                 | België      | Jupiler Pro League | 20   | 2     |
| 2008/09                         | Standard de Liège         | België      | Jupiler Pro League | 25   | 1     |
| 2009/10                         | Standard de Liège         | België      | Jupiler Pro League | 10   | 0     |
| 2010/11                         | K. Lierse SK              | België      | Jupiler Pro League | 8    | 0     |
| 2010/11                         | Panthrakikos (uitgeleend) | Griekenland | Beta Ethniki       | 0    | 0     |
| 2011/12                         | RAEC Mons                 | België      | Jupiler Pro League | 27   | 1     |
| 2012/13                         | RAEC Mons                 | België      | Jupiler League     | 9    | 1     |
| Totaal                          | Totaal                    | Totaal      | Totaal             | 271  | 11    |
| Laatst bijgewerkt op 07/10/2012 |                           |             |                    |      |       |